# 格宜镇
格宜镇，是中华人民共和国云南省曲靖市宣威市下辖的一个镇。

## 行政区划
格宜镇下辖以下地区：
启文村、白泥村、龙山村、法嘎村、旱稻村、大兴村、石磨村、陆村、翠华村、米茂村、华泽村、龙泉村、得马村和大坪村。